# 시간-방법-장소
언어유형론에서 시간-방법-장소는 한 언어에서 부사구를 배열하는 방법 중 하나이다. 일본어, 아프리칸스어, 네덜란드어, 중국어 관화, 독일어가 이 유형에 속한다.
독일어에서의 예시는 다음과 같다.
| Ich                                | fahre | heute | mit      | dem | Auto | nach | München. |
| 나는                               | 몬다  | 오늘  | -와 함께 | 그  | 차를 | -로  | Munich.  |
| 나는 오늘 차를 몰고 뮌헨으로 간다. |       |       |          |     |      |      |          |

시간부사 – heute ("오늘") – 가 먼저 오고, 방법부사 – mit dem Auto ("치로") – 가 그 다음에 오고, 장소부사 – nach München ("Munich로") – 가 마지막이다.
독일어로 이 어순을 기억하는 방법은 연상 기호 ZAP( Zeit (시간), Art (방법), Platz (장소))이다.
영어와 프랑스어에서는 시간부사가 동사 앞에 위치할 때에만 이 어순이 나타난다.

## 같이 보기
- 어순
- 장소-방법-시간